# Hirundo domicola
Hirundo domicola (лат.) — вид воробьиных птиц из семейства ласточковых.
Гнездятся в южной части Индии и на Шри-Ланке. Не совершают миграций за исключением некоторых сезонных передвижений. Ранее данный вид считался подвидом коричневогорлой ласточки (Hirundo tahitica).
Длина тела 13 см. Спинка синяя, крылья и хвост коричневые, «лицо» и горло красные, а нижние части тела тусклые[уточнить].
Быстро летают. Охотятся на насекомых, в особенности мух, которых ловят в воздухе.